# Rosinante & Co
Rosinante&Co A/S blev stiftet som forlag af Merete Ries i 1982 og fik sit kommercielle gennembrud med udgivelsen af Peter Høegs romaner fra 1988 og frem, herunder især Frøken Smillas fornemmelse for sne i 1992.
Siden kom forfattere som Carsten Jensen, Jens Christian Grøndahl, Helle Helle og Christina Hesselholdt også til forlaget.
I 2000 blev Rosinante et selvstændigt aktieselskab i Gyldendal-koncernen, og i september 2019 blev forlaget lagt ind under Gyldendal, og størstedelen af medarbejderne, inklusivt adm. direktør Jakob Malling Lambert, blev afskediget. Forlaget havde 37 ansatte og udgav omkring 240 nyheder om året.
Rosinante&Co bestod af fire forlag:
- Cicero, der udelukkende udgav oversat skønlitteratur
- Høst & Søn, som især var kendt for populære børne- og ungdomsbøger og var et af Danmarks førende børnebogsforlag
- Pretty Ink, som udgav livsstilsbøger og populærlitteratur som bl.a. Fifty Shades of Grey
- Rosinante, et primært skønlitterært forlag, der udgav nogle af de største danske og udenlandske forfattere, nutidige såvel som klassikere

Tidligere var forlagene Samleren og Forum også en del af Rosinante, de blev lagt ind under hhv. Rosinante og Høst & Søn.